# Deossiguanosina
La deossiguanosina è un composto chimico ed un nucleoside presente nel DNA. È simile alla guanosina, composto simile cui si differenzia per un atomo di ossigeno rimosso dall'atomo di carbonio in posizione 2 dalla molecola dello zucchero 2-deossi-D-ribosio.